# Feodosija Prokof'evna Morozova
Feodosija Prokof'evna Morozova (in russo Феодосия Прокофьевна Морозова?; Mosca, 21 maggio 1632 – Borovsk, 1º dicembre 1675) è stata una monaca cristiana russa della famiglia dell'okolničij Prokofij Fëdorovič Sokovnin. È la più conosciuta sostenitrice del movimento dei Vecchi Credenti, alcuni gruppi dei quali la venerano come santa e martire.

## Biografia
Sposata all'età di diciassette anni con Gleb Morozov, fratello del consigliere dello zar Boris Morozov, dopo la morte del marito, avvenuta nel 1662, iniziò a ricoprire un ruolo preminente nella corte russa.
Durante il Raskol Feodosija, convertita dall'arciprete Avvakum suo confessore, si unì al movimento dei Vecchi Credenti e prese segretamente i voti monastici con il nome di Teodora (Feodora). Il suo impegno fu determinante nel convincere la propria sorella, la Principessa Evdokija Urusova, a unirsi agli scismatici.
Dopo essere cadute in disgrazia a causa della propria fede religiosa, le sorelle furono incarcerate in una cella sotterranea del Monastero di San Pafnuzio a Borovsk, dove Feodosija fu fatta morire di inedia il 1º dicembre 1675.